# Константин-Дайковичу
Константин-Дайковичу (рум.  Constantin Daicoviciu, нем. Kawaran, венг. Kavarán) — коммуна в Румынии, жудеца Караш-Северин в регионе Трансильвания, в исторической области Банат.
Находится в северной части жудеца Караш-Северин у подножия горного массива Пояна-Рускэ на западе Румынии, в Карпатах.
Расположена в 333 км на северо-запад от Бухареста, 34 км на северо-восточнее г. Решица, 75 км восточнее Тимишоара.
Население на 2014 год составляло 2920 человек. Большинство жителей являются румынами (84,55 %). Основные меньшинства — цыгане (8,36 %) и украинцы (1,34 %). 5,09 % населения этническая принадлежность неизвестна. Среди жителей православными являются (85,85 %), баптистами (5,83 %) и пятидесятниками (2.12 %).

## История
Впервые упоминается в 1346 году. Князь Габриель Батори писал о поселении в своём письме в 1626 году. После Пожаревацкого мира (1718) в составе Баната отошло Габсбурской монархии. В 1867 году было присоединено к Королевству Венгрия.
С 1920 г. по Трианонскому договору — в составе Королевства Румыния.
С 1973 года носит имя местного уроженца румынского историка академика Константина Дайковичу (1898—1973).
В селе имеется православный храм, построенный в 1844 году.